# آندي طومسون
آندي ثومسون (Andy Thomson) (وُلِدَ ب 28 مارس 1974) كان سابقاً لاعب إنجليزي مُحترف، حيثُ كان لاعب دفاع في كل من الأندية التالية (سويندون تاون)، (بورتسموث)، (نادي بريستول روفيرز) وأيضاً في (ويكمب وندررز).

## مسيرته المهنية
بدأ ثومسون مسيرته الرياضية في الفريق المحلي بِ بلدتهِ الأم بمدينة سويندون، كمتدرب احتياطي ثم بعد ذلك تحسنَ أداءهُ وبدأ مع الفريق الأساسي وقد شارك ب 22 دوري ولم يسجل أي هدف. أنتقل إلى بورتسموث مع رسوم انتقال 75,000 جنيه استرليني بعام 1995. ثم أكمل ظهوره في 93 مرة لبومباي، وعندما بدأت المشاكل المالية بالفريق تم بيعه ب 50,000 جنيه استرليني لبريستول روڤرز بتاريخ 1999. من خلال وقته بفريق روڤرز أصبح ثومسون قائد فريق وشارك ب 127 دوري، فأحرز ستة أهداف بمشاركاته في هذه الفترة.
وقد أنهى مشاركاتهِ في الدوريات مع ويكومب واندرز. و
وفي النهاية قضى سنتين ولعِب 50 دوري.